# Megan Kimmel
Pour les articles homonymes, voir Kimmel (homonymie).
Megan Kimmel est une athlète américaine, née en 1980. Spécialiste de skyrunning, elle a notamment remporté plusieurs épreuves des Skyrunner World Series et terminé à la première place d'un classement général de ce circuit en 2016.

## Biographie
Megan Kimmel est née et a grandi à Denver au Colorado.
De retour au marathon de Pikes Peak en 2018 après huit ans où elle avait obtenu la troisième place, Megan survole littéralement la course et remporte la victoire en 4 h 15 min 4 s, établissant un nouveau record du parcours. Elle devance de plus de quinze minutes sa plus proche poursuivante Laura Orgué.

## Résultats
Lors de la saison 2019 elle participe au circuit Skyrunner World Series, elle termine à la deuxième place de la Mt Awa Skyrace puis remporte la Yanding Skyrun, prenant ainsi la première place du classement provisoire du circuit après 2 courses. Elle garde la tête de ce classement après sa troisième place sur la Transvulcania.
| no  | féminin            | Course                                                      | Longueur | Départ            | Temps           |
| --- | ------------------ | ----------------------------------------------------------- | -------- | ----------------- | --------------- |
| 18e | Médaille d'argent  | Course de montagne du Barr Trail                            | 20,3 km  | 12 juillet 2009   | 1 h 50 min 9 s  |
| 14e | Médaille d'or      | Ascension de Pikes Peak                                     | 21,4 km  | 15 août 2009      | 2 h 40 min 16 s |
| 34e | Médaille de bronze | Course de montagne du Barr Trail                            | 20,3 km  | 18 juillet 2010   | 1 h 56 min 13 s |
| 51e | Médaille d'or      | Dolomites SkyRace                                           | 22 km    | 19 juillet 2015   | 2 h 25 min 57 s |
| 42e | Médaille d'argent  | Sierre-Zinal                                                | 31 km    | 9 août 2015       | 3 h 02 min 40 s |
|     | Médaille d'or      | The Rut 25K                                                 | 25 km    | 5 septembre 2015  |                 |
|     | Médaille d'or      | Yading Skyrun                                               | 29 km    | 30 avril 2016     | 3 h 20 min 39 s |
| 8e  | 8e                 | Championnats du monde de course en montagne longue distance | 42,2 km  | 18 juin 2016      | 4 h 40 min 28 s |
| 17e | Médaille d'or      | Matterhorn Ultraks 46K                                      | 46 km    | 20 août 2016      | 5 h 23 min 16 s |
|     | Médaille d'or      | The Rut 28K                                                 | 28 km    | 4 septembre 2016  | 3 h 36 min 23 s |
| 46e | Médaille d'or      | Limone Extreme SkyRace                                      | 27 km    | 15 octobre 2016   | 3 h 17 min 35 s |
| 8e  | Médaille d'or      | Yading Skyrun                                               | 29 km    | 2 mai 2017        | 3 h 33 min 55 s |
| 32e | Médaille d'or      | Marathon du Mont-Blanc                                      | 42 km    | 25 juin 2017      | 4 h 40 min 36 s |
| 12e | Médaille d'or      | High Trail Vanoise                                          | 70 km    | 8 juillet 2017    | 9 h 46 min 05 s |
| 18e | Médaille d'argent  | Glen Coe Skyline                                            | 55 km    | 17 septembre 2017 | 8 h 14 min 57 s |
| 5e  | Médaille d'or      | Broken Arrow Skyrace 52K                                    | 52 km    | 16 juin 2018      | 5 h 30 min 43 s |
| 48e | 5e                 | 42 km du Mont-Blanc                                         | 42 km    | 1er juillet 2018  | 4 h 55 min 5 s  |
| 90e | 6e                 | Sierre-Zinal                                                | 31 km    | 12 août 2018      | 3 h 09 min 55 s |
| 14e | Médaille d'or      | Marathon de Pikes Peak                                      | 42,2 km  | 19 août 2018      | 4 h 15 min 4 s  |
|     | Médaille d'argent  | Mt Awa SkyRace                                              | 27 km    | 21 avril 2019     | 2 h 28 min 27 s |
| 6e  | Médaille d'or      | Yanding Skyrun                                              | 32 km    | 4 mai 2019        | 3 h 52 min 40 s |
| 26e | Médaille de bronze | Transvulcania                                               | 74 km    | 11 mai 2019       | 8 h 35 min 3 s  |
| 12e | Médaille d'or      | Broken Arrow Skyrace 52K                                    | 52 km    | 21 juin 2019      | 4 h 59 min 22 s |